# Paleoradiologia

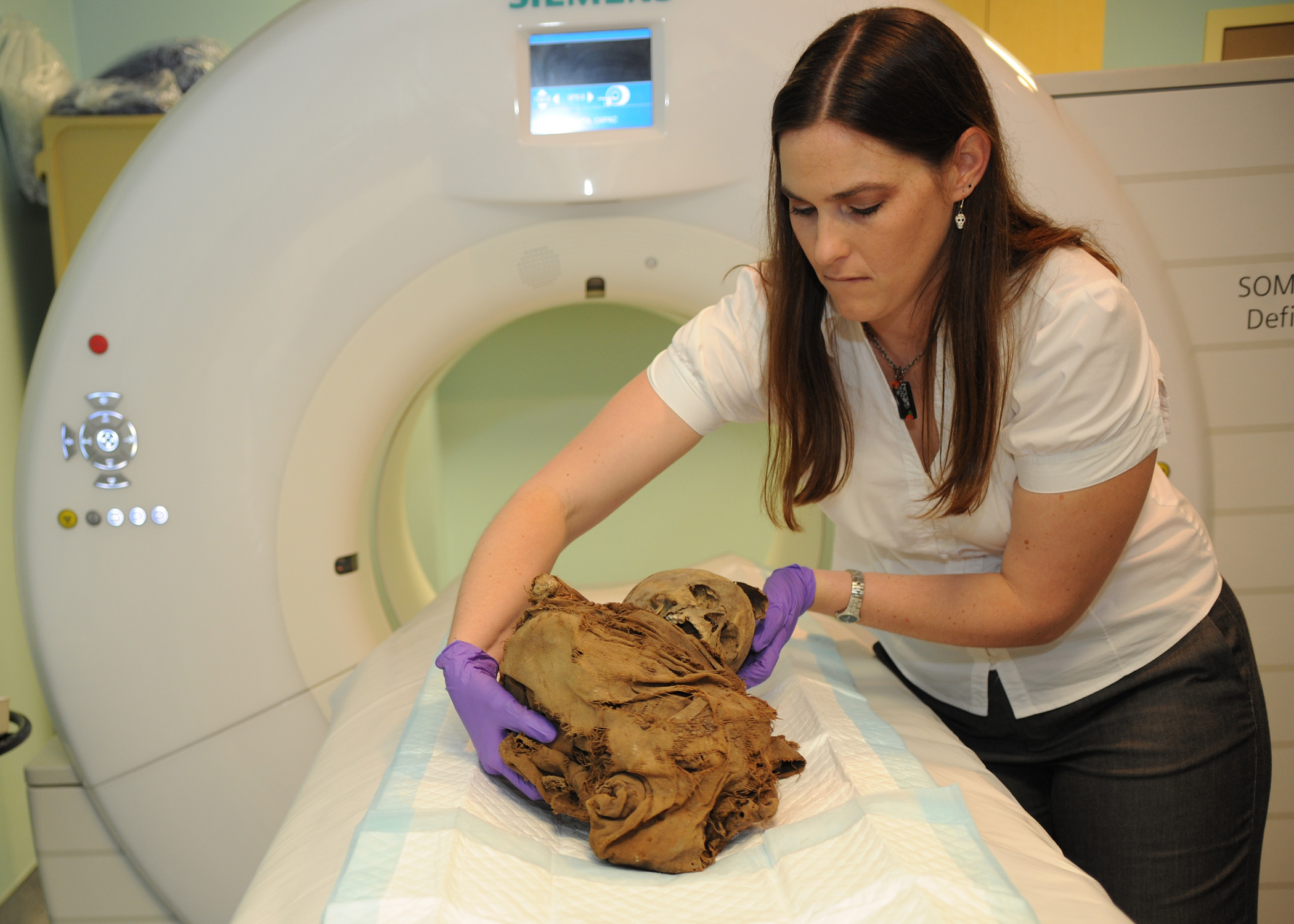
Una mummia peruviana viene posizionata su una macchina TC per l'imaging

La paleoradiologia (radiologia antica) è lo studio dei resti archeologici attraverso l'uso di tecniche radiografiche, come le scansioni a raggi X, TC (tomografia computerizzata) e micro-CT. Viene utilizzata prevalentemente da archeologi e antropologi per esaminare resti mummificati grazie alla sua natura non invasiva. I paleoradiologi possono scoprire danni post mortem al corpo o eventuali manufatti sepolti, pur mantenendo intatti i resti. Le immagini radiologiche possono anche fornire prove sulla vita della persona, come l'età e la causa della morte. Il primo uso documentato della paleoradiologia (sebbene non con quel nome) avvenne nel 1896, appena un anno dopo la prima produzione della radiografia di Rōntgen. Sebbene questo metodo di visualizzazione dei resti antichi sia vantaggioso grazie alla sua modalità non invasiva, molti radiologi non hanno esperienza in archeologia e pochissimi di loro sono in grado di identificare le malattie antiche che potrebbero essere presenti nella mummia analizzata.

## Tecniche

### TC
Le scansioni TC sono più comunemente utilizzate negli studi paleoradiologici perché possono creare immagini di tessuti molli, organi e cavità corporee di resti mummificati senza eseguire un'autopsia invasiva e dannosa. Ciò consente agli archeologi e agli antropologi di scartare digitalmente i resti e rivelare ciò che contengono. Gli scanner TC creano queste immagini prendendo più piani radiografici (o tagli) del corpo da diverse angolazioni che registrano gli strati di diverse strutture nei resti. Ciò differisce dalle tipiche scansioni radiografiche (raggi X) in cui tutti gli strati strutturali sono documentati in un'unica immagine, il che può creare ombre e quindi limitarne la precisione.
Esistono diverse tecniche di visualizzazione principali utilizzate nell'imaging TC.
- Imaging assiale: immagini prese da piani trasversali, che scansionano il corpo. Ciò fornisce informazioni sul torace, sull'addome e sulla zona pelvica del corpo, nonché sul cranio.
- Imaging sagittale: immagini prese dai lati sinistro o destro del corpo. Ciò fornisce una maggiore indicazione sulla lunghezza delle fratture riscontrate sui resti. Insieme all'imaging assiale può creare una maggiore profondità di comprensione visiva dell'interno del corpo.
- Imaging coronale: le immagini vengono riprese dalla parte posteriore alla parte anteriore del corpo. Ciò può fornire un'indicazione più precisa della presenza di organi nella cavità toracica (ad esempio il cuore)[5].

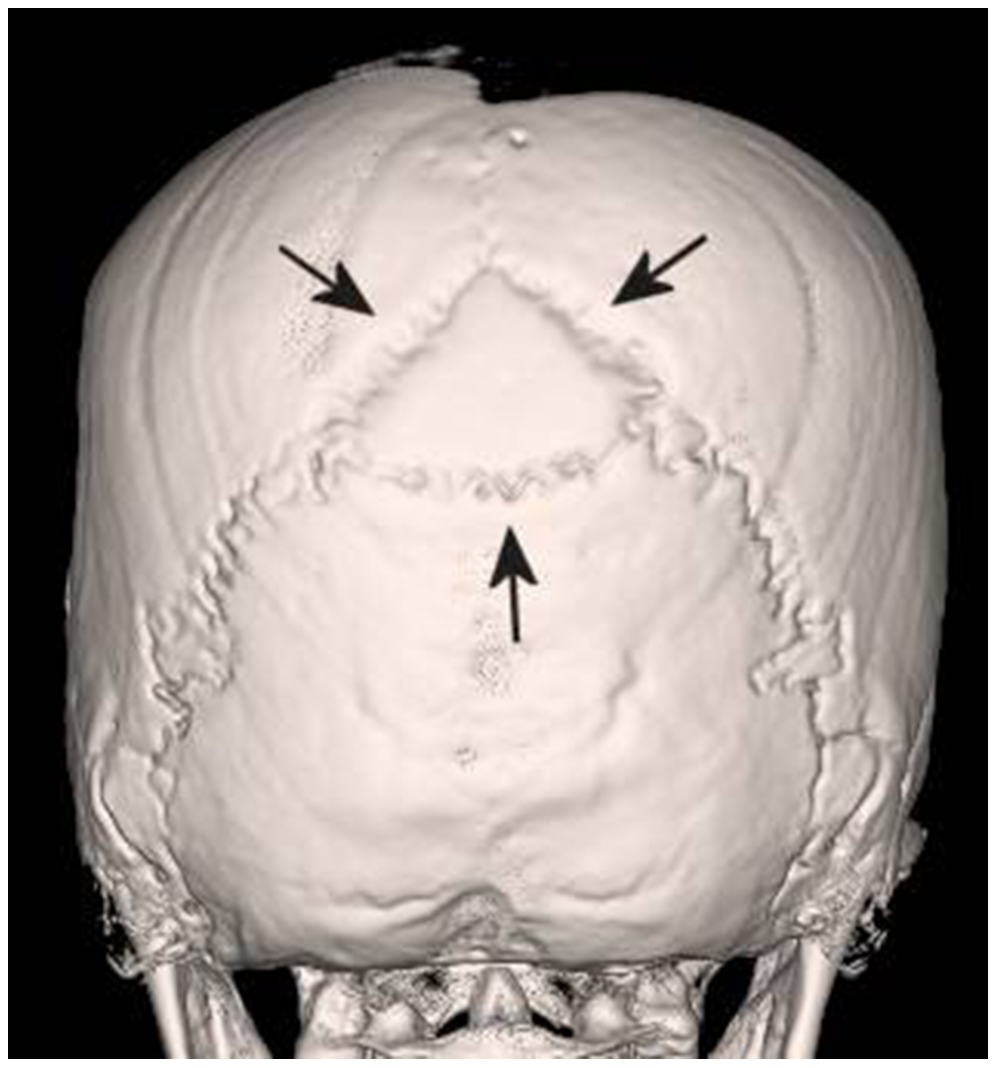
Un'immagine 3D del cranio di una mummia Inca

Dopo aver ottenuto queste diverse visioni dei resti, è possibile realizzare una ricostruzione tridimensionale del corpo. Ciò mette a fuoco dettagli che potrebbero essere sfuggiti all'immaginazione assiale. La manipolazione dell'algoritmo viene utilizzata per creare le immagini 3D rotazionali. In paleoradiologia, le immagini 3D forniscono una maggiore comprensione dei resti stessi. Ad esempio, nel 2002, uno studio su nove mummie egiziane ha scoperto che utilizzando le ricostruzioni 3D potevano vedere la conservazione dei tessuti molli, come il pene su un corpo maschile e i capelli intrecciati sui resti femminili. La modellazione 3D ha anche illustrato discrepanze tra i resti, poiché ad alcuni soggetti sono stati rimossi gli organi interni mentre ad altri no.
Grazie alla loro capacità di riprendere più piani dei resti, le scansioni TC sono in grado di “volare” virtualmente attraverso il corpo per valutare la composizione interna e le cavità. Queste tecniche sono comunemente utilizzate per scansioni diagnostiche come colonscopia e broncoscopia e lo stesso metodo viene applicato ai resti antichi. Ciò consente ai ricercatori di osservare attraverso i resti con una visione dall'alto verso il basso grazie alle tecnologie digitali, come se stessero guardando un breve video con riprese dall'interno del corpo. La tecnica presenta dati osservabili dalle cavità nelle regioni del torace e dell'addome. Può mostrare se sono presenti organi interni o se, nel caso delle mummie egiziane, il lino è stato imballato per mantenere la forma corporea dei resti.

#### Micro-TC
La micro-CT è una forma specializzata di scansione TC utilizzata per creare immagini con pixel in micrometri. Queste immagini vengono spesso utilizzate per esami della densità ossea e producono maggiori dettagli delle strutture ossee. Questa tecnica radiologica viene spesso utilizzata per esaminare i denti dei resti mummificati.

## Storia

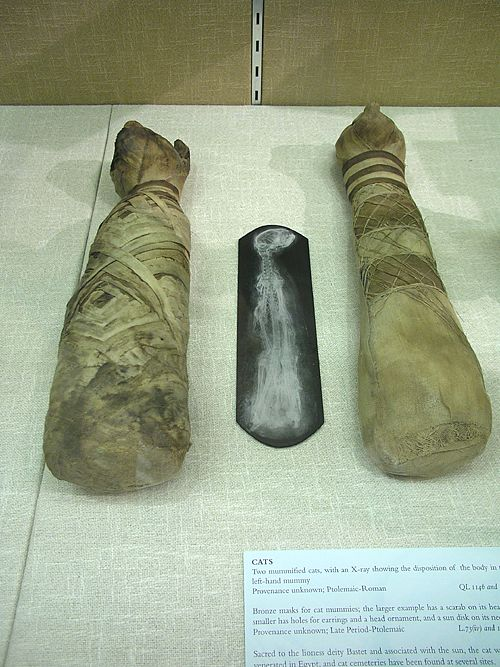
Due gatti egiziani mummificati con una radiografia nel mezzo

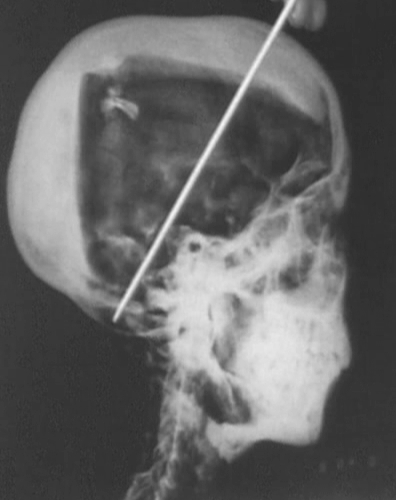
Una radiografia del cranio di Tutankhamon; la freccia indica una possibile causa di morte

Le radiografie, o raggi X, sono state utilizzate per studiare e osservare resti antichi sin dalla loro invenzione da parte di Wilhelm Röntgen nel 1895. Questa prima forma di raggi X, a volte nota come Röntgenograms, fu immediatamente utilizzata da fisici, antropologi, anatomisti e archeologi come mostrato di seguito.
- 1896; Carl Georg Walter Koenig, un fisico tedesco, ha ottenuto delle immagini di una mummia egiziana e di un gatto egiziano mummificato. Quattordici immagini sono state scattate utilizzando una primissima forma di raggi X, che secondo Koenig poteva essere utilizzata non solo per scopi medici[3][7].
- 1897; Albert Londe, un fisico francese, ha ottenuto immagini radiografiche di una mummia egiziana. Da queste immagini ha potuto determinare la presenza di manufatti posti negli involucri della mummia, come gioielli decorativi sul corpo (ad esempio anelli), nonché l'età approssimativa dei resti partendo dall'analisi delle ossa ed esaminando le parti contenenti cartilagine in stato di crescita. L'esame approfondito delle immagini da parte di Londe ha dimostrato come si potessero studiare i resti antichi senza danneggiare gli involucri e il corpo[3][6].
- 1898; Charles Lester Leonard e Stewart Culin hanno condotto un esame radiografico di una mummia Mochica (mummia peruviana). Essa era stata avvolta con varie bende e chiusa per preservarne l'integrità. Leonard stabilì che il corpo era quello di un bambino che era stato decorato con perline prima della sepoltura[3].
- 1901–1902; Karl Gorjanovic-Kramberger ha ottenuto immagini di scheletri paleolitici rinvenuti in Croazia. Confrontando le radiografie della mascella di questi resti con le radiografie di un uomo moderno è stato in grado di determinare le differenze tra i due soggetti analizzati. La radiografia della mascella paleolitica veniva utilizzata anche per misurare la lunghezza dei denti[3].
- 1905; Heinrich Ernst Albers-Schoenberg utilizzò il metodo radiologico per esaminare una mummia egiziana. Scoprì che nel torace e nel bacino c'era una sostanza che molto probabilmente era stata collocata in quelle aree a scopo di mummificazione. Riuscì anche a determinare la persistenza dei tessuti molli intorno al naso e alla bocca, nonché i dettagli all'interno del cranio e lo stato della colonna vertebrale, che era completamente intatta[3].
- 1912; Sir Grafton Elliot Smith esaminò la mummia del faraone egiziano Thutmose IV e da queste immagini riuscì a suggerire un'età approssimativa analizzando le ossa. Nella sua pubblicazione sulla mummia raccomandava che l'uso della radiologia avrebbe potuto fornire in futuro maggiori dettagli allo studio dei resti[2][3][6].
- 1921; F. Salomon ha studiato una mummia peruviana utilizzando i raggi X, determinando l'età del soggetto analizzando la struttura ossea dei resti. Scoprì che i resti appartenevano a un bambino di circa 2-3 anni e che la struttura ossea era in uno stadio di sviluppo normale per quell'età[3].
- 1933; L'imaging a raggi X è stato utilizzato sul faraone egiziano Amenofi I da Douglas Derry per scoprire l'età della morte. Egli arrivò alla conclusione che la morte doveva essere avvenuta a 40-50 anni in base all'usura e alle condizioni dei denti. Derry ha anche notato danni post mortem al corpo, che sono stati attribuiti ai tombaroli, così come amuleti e perline usati per decorare i resti durante la mummificazione[6].
- 1968; Una macchina a raggi X portatile è stata utilizzata per esaminare la mummia di Tutankhamon nella sua tomba nella Valle dei Re dal ricercatore R.G. Harrison. Queste immagini indicavano un'età di morte di circa 18-20 anni in base all'analisi delle ossa derivante da uno studio delle lunghezze degli arti e dall'analisi dei denti. Durante questo studio è stata esclusa anche la presunta causa di morte dovuta alla tubercolosi. È stata formulata una nuova ipotesi secondo cui Tutankhamon morì a causa di un trauma contundente alla testa per una frattura depressa riscontrata sul cranio[6].

## Uso attuale in archeologia
Le scansioni TC sono la tecnica radiologica più comune utilizzata nell'archeologia moderna grazie alla loro capacità di fornire informazioni più dettagliate sui resti antichi (come tessuti molli e vasi sanguigni) e di produrre immagini 3D del soggetto con diverse angolazioni. Gli archeologi sono in grado di raccogliere dati quali età, sesso, causa della morte, stato socioeconomico, mummificazione e pratiche di sepoltura analizzando le immagini CT, che possono anche rivelare se i resti fossero soggetti a malattie antiche o a danni post mortem. Sebbene le pratiche paleoradiologiche siano utilizzate su resti conservati come mummia di palude europee e corpi congelati delle Alte Ande, sono più frequentemente documentate nell'analisi dei resti mummificati egiziani.

### Egittologia

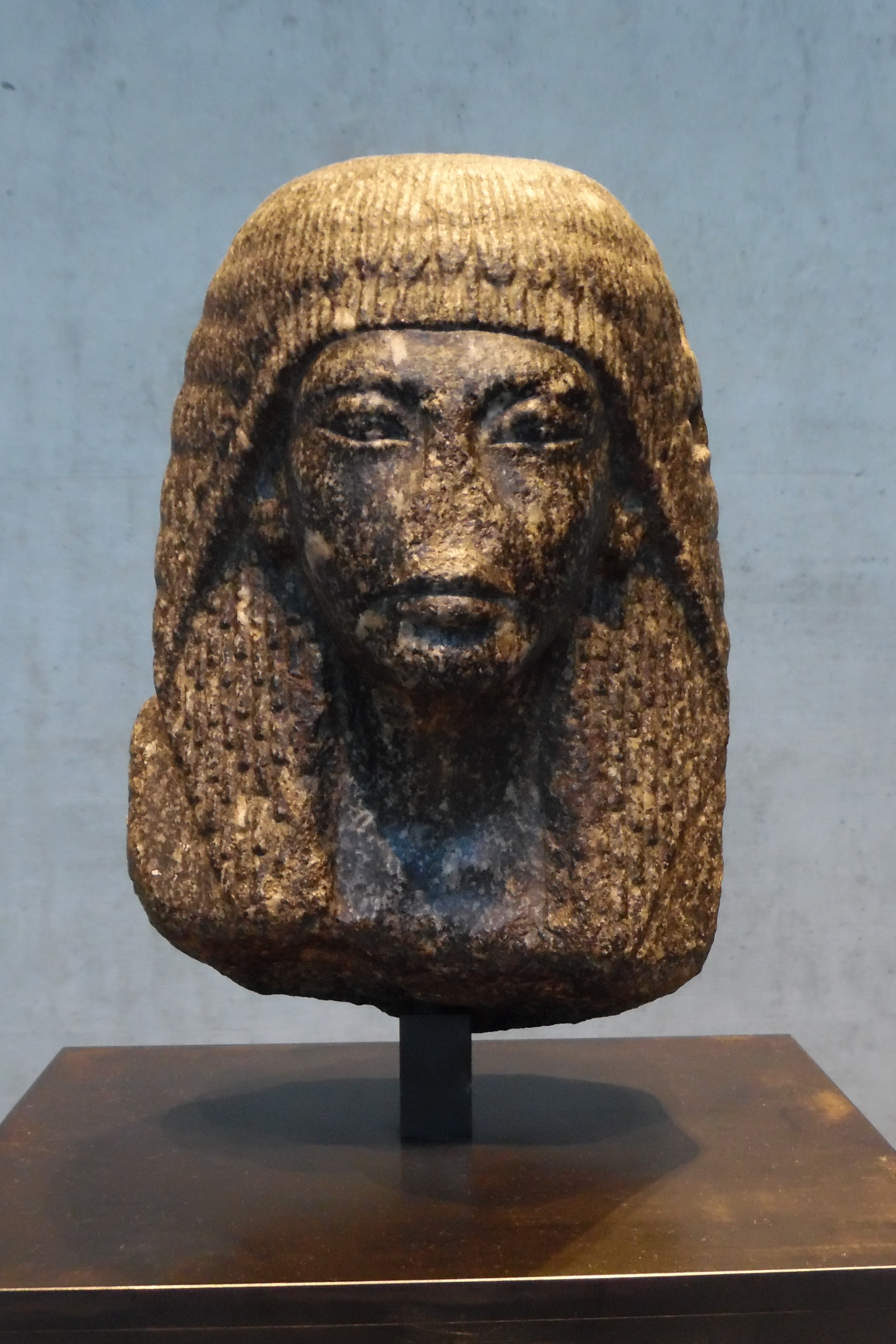
Statua di Paramesse (più tardi conosciuto come Ramses I), faraone d'Egitto durante la XIX dinastia, Nuovo Regno d'Egitto.

Le scansioni TC vengono utilizzate in egittologia per ottenere informazioni sui corpi mummificati senza rischiare di danneggiare l'integrità dei resti. Lo studio di Hoffman su nove resti egiziani ha scoperto nuove informazioni riguardanti le pratiche di mummificazione degli egiziani. Il tipico processo di mummificazione, come scritto da Erodoto, prevede la rimozione dei quattro principali organi interni (fegato, intestino, polmoni e stomaco) e la loro collocazione in quattro vasi canopi. Il cuore viene rimosso, imbalsamato e rimesso nel corpo poiché è una caratteristica importante nel viaggio nell'aldilà egiziano. Tuttavia, Hoffman scoprì che questo non era il caso riscontrato in tutte le mummie ritrovate. Attraverso l'analisi delle immagini 3D prodotte dalla TAC, la tecnica "fly-through" e una combinazione di immagini assiali e coronali, si è scoperto che a quattro dei resti ritrovati non erano stati asportati gli organi interni e in altri quattro non era possibile identificare il cuore. Hoffman suggerisce che ciò potrebbe essere dovuto alle differenze socioeconomiche tra le mummie durante il periodo in cui erano in vita. Le scansioni TC furono ulteriormente utilizzate nello studio di Hoffman per identificare potenzialmente uno dei resti simili a quelli di Ramses I, un faraone vissuto durante l'Egitto del Nuovo Regno. Si è scoperto che le pratiche di mummificazione di questo particolare corpo erano in concomitanza con quelle tipicamente utilizzate durante il periodo del Nuovo Regno, poiché le immagini mostravano lino arrotolato posto all'interno del corpo per preservarne la forma. Si è scoperto anche che le braccia della mummia erano posizionate sul petto come simbolo di nobiltà.
L'imaging eseguito da Rethy Chhem, nel 2004, è stato in grado di correggere una diagnosi di Ramses II dai raggi X eseguiti nel 1976. La diagnosi errata era stata di spondilite anchilosante, una forma di artrite. Tuttavia, Chhem scoprì che il faraone aveva invece una iperostosi scheletrica idiopatica diffusa, ossia una calcificazione delle articolazioni che causava l'attaccamento dei legamenti alla colonna vertebrale. Le immagini TC hanno fornito un'immagine più chiara e dettagliata della colonna vertebrale rispetto alle prime radiografie. Ciò ha consentito ai ricercatori di fornire una visione più approfondita delle malattie riscontrate nei resti antichi e di ottenere una diagnosi più accurata.
Una TAC di Tutankhamon nel 2006 è stata in grado di fornire prove contro la "teoria dell'omicidio". Una frattura depressa notata sul cranio dalle radiografie effettuate 30 anni prima si è rivelata una lesione post mortem piuttosto che una causa di morte. Il foro nella testa era stato creato per proseguire il processo di imbalsamazione della mummificazione. Questa indagine TC è stata anche in grado di confermare l'età della morte di Tutankhamon a diciannove anni e di confutare l'idea che il giovane faraone avesse sofferto di scoliosi; la piega riscontrata nella sua spina dorsale era infatti dovuta a ulteriori danni post mortem al suo corpo.

## Svantaggi
Sebbene le informazioni e le prove raccolte mediante imaging radiologico di resti antichi siano state in gran parte utili ai campi dell'archeologia e dell'antropologia, non tutte queste informazioni possono essere considerate accurate a causa della mancanza di radiologi specializzati in paleopatologia. In alternativa, per ottenere la maggior parte delle informazioni dalle immagini TC o radiografiche, un team di professionisti provenienti da settori diversi deve incontrarsi per discutere i risultati ottenuti (ad esempio, per uno studio scheletrico dei resti, si incontrerebbero un chirurgo specializzato in ortopedia, un reumatologo e un radiologo esperto in radiologia muscolo-scheletrica). Un altro svantaggio di questa tecnica è la risoluzione a basso contrasto (la capacità di differenziare oggetti con densità leggermente diverse). Il ricercatore potrebbe non essere in grado di determinare la differenza tra i tessuti molli e gli artefatti lasciati dal processo di imbalsamazione. A causa dello stato di decomposizione di alcuni resti mummificati, può anche essere difficile distinguere gli organi interni a causa del restringimento e della mancanza di conservazione. Lesioni post mortem e danni al corpo possono anche ostacolare la capacità delle scansioni radiologiche di fornire informazioni accurate ai ricercatori. Ad esempio, nei resti congelati, può essere difficile distinguere se una TC suggerisce che il corpo ha tessuto polmonare gonfiato con aria o se è presente liquido congelato nei polmoni.
La paleoradiologia è informativa nella sua capacità di aiutare a determinare l'età della morte del soggetto analizzato attraverso i suoi resti, tuttavia, non offre sempre informazioni completamente accurate o disponibili. In un campione di mummie di palude, il 35% dei soggetti analizzati non è stato in grado di essere identificato con nessuna fascia di età e nel 30% non è stato possibile determinarne il sesso. Uno studio radiologico su un uomo congelato è stato in grado di produrre solo una stima di 40-50 anni all'età della morte. Per ottenere un quadro temporale più preciso, il corpo dovrebbe essere sottoposto ad un'autopsia o ad una valutazione fisica simile che causerebbe danni irreversibili ai resti.
Un altro svantaggio della paleoradiologia è la difficoltà nel trasportare le attrezzature o il manufatto (o i resti) negli spazi dove è possibile acquisire le immagini. Ad esempio, nel 2005 la mummia di Tutankhamon è stata fotografata utilizzando uno scanner CT che doveva essere portato dal Museo egizio del Cairo alla tomba KV62 nella Valle dei Re. Ciò era dovuto al fragile stato dei resti che non potevano essere rimossi dalla tomba climatizzata. In questo studio, il finanziamento proveniva da una sovvenzione quinquennale del Ministero delle Antichità, che è stata aiutata dalla donazione di uno scanner CT Siemens da parte della National Geographic Society. Tuttavia in genere il finanziamento per la ricerca può essere problematico poiché le attrezzature sono costose e potrebbe non esserci un interesse sufficiente di privati, enti e organizzazioni per sollecitare le donazioni.